# 3162 T-2
3162 T-2 är en asteroid i huvudbältet som upptäcktes den 30 september 1973 av den nederländsk-amerikanske astronomen Tom Gehrels och det nederländska astronomparet Ingrid van Houten-Groeneveld och Cornelis Johannes van Houten vid Palomarobservatoriet.
Asteroiden har en diameter på ungefär 5 kilometer och den tillhör asteroidgruppen Eunomia.